# Запрудка
Запру́дка — село в Україні, у Іванківській селищній громаді Вишгородського району Київської області. Станом на 1 січня 2008 року в селі Запрудка проживало 879 осіб.

## Розташування
Запрудка розташоване на території Вишгородського району Київської області. Його територія підпорядкована Іванківській селищній громаді.
Село розташоване на південному заході від селища Іванків на відстані 4 кілометрів. На схід від села на відстані 3 кілометрів протікає річка Тетерів. Відстань до Києва — 69 км.

## Назва
За словами місцевих мешканців, назва села походить від назви невеличкої річки Прудка, неподалік від якої і з'явилися перші поселення.

## Історія
У актах 15 ст. згадана як Запрудичі. В давнину туди поселяли переселенців(?) з в'язниць.
7 (20) листопада 1917 року, відповідно до Третього Універсалу Української Центральної Ради, увійшло до складу Української Народної Республіки.
Згідно архівних даних у 1926 році в селі нараховувалось 314 дворів, жителів було 1292. На початку 30-х років с. Запрудка було центром сільської ради.
Восени 1929 року з кількох бідняцьких сімей організували колгосп, що носив ім'я «С. М. Кірова».

### Голодомор 1932-1933
Під час трагічних подій великого голоду за даними, що збереглися в обласному архіві, у селі померло 39 людей. Нині в селі проживає 71 житель, постраждалий від Голодомору.
Мартиролог жителів с. Запрудка – жертв Голодомору 1932—1933 років укладений за архівними даними (ДАКО, фр-5634, оп.1, спр.423, арк. 69-83; спр. 428, арк. 235—266) та свідченнями Дударенко М. А., 1929 р.н., записаними у 2008 році Руденко Л. Т., секретарем сільської ради.
В мартирологу в алфавітному порядку мовою оригіналів вказані при наявності даних прізвище, ім'я, по батькові, дата смерті, вік померлого та причина смерті, у більшості випадків невідома.
1. Груша Оксент Петрович, 04.04.1932, 58 р.
2. Давиденко Оріна Кирилова, 14.05.1932, 5 р., невідомо
3. Дударенко Ганна Лавренова, 22.01.1932, 20 р., від родів
4. Дударенко Зінька Петрова, 05.01.1932, 70 р., невідомо
5. Дударенко Марія Корніїва, 21.05.1932, 80 р., невідомо
6. Дударенко Михайло Іванів, 01.05.1932, 4 р., скарлатина
7. Дударенко Мотря Миколайова, 02.07.1932, невідомо
8. Дударенко Оксана Павлова, 09.02.1932, 20 р., невідомо
9. Євтушенко Ганна Олексіїва, 17.07.1932, 36 р., невідомо
10. Євтушенко Дмитро Савків, 02.05.1932, невідомо
11. Коваленко Ганна Михайлова, 16.04.1932, 1 р., невідомо
12. Коваленко Семен Федорович, 1932 , 62 р.
13. Кудрицький Олексій Антонов, 08.03.1932, 55 р., невідомо
14. Кудрицький Олексій Агів., 08.03, 1932, 58 р.
15. Кузьменко Марія Минова, 20.05.1932, 3 р., невідомо
16. Купрієнко Миколай Сергіїв
17. Купріянко Опанас
18. Васильович, 29.01.1932, 57 р.
19. Лавриненко Михайло
20. Олександрів, 02.05.1932, скарлатина
21. Малашенко Ганна Омелянівна
22. Малашенко Марія Петрівна, 25.07.1932, 34 р.
23. Малашенко Марко Євтухів, 05.04 1932, 77 р., невідомо
24. Малашенко Марфа Сидорівна, 21.08.1932, 65 р.
25. Малашенко Надія Климова, 08.10.1932, 4 р., невідомо
26. Малашенко Олександр Назарів, 12.02.1932, невідомо
27. Малашенко Орина Яковна, 07.10.1932. 90 р., старість
28. Малашенко Палажка Леонова, 15.04.1932, 4 р., невідома
29. Малашенко Петро Терешкович, 28.11.1933 р., 6міс.
30. Марченко Єфросинія
31. Масльон Кузьма Карпів, 05.05.1932, 25 р., зарізало потягом
32. Мельніченко Мотря Андріївна, 27.12.1933 р., 75 р.
33. Осадчук Ганна Василівна, 18.09.1933 р., 86 р., від старості
34. Приходько Пріська Прокопова, 20.04.1932, 3 р. невідома
35. Прищепа Данило Грицьків, 06.06.1932, 32 р., невідомо
36. Прищепа Данило, 06.06.1932, 32 р.
37. Ткаченко Уляна Іванівна, 15.07.1933 р., 30 р.
38. Феденко Харитя Степанівна,17.12.1933 р., 55 р.
39. Хоменко Наталія Григорівна
40. Циненко Миколай Захаров, 17.09.1932, 1 міс., невідомо

12 червня 2020 року, відповідно до розпорядження Кабінету Міністрів України № 715-р «Про визначення адміністративних центрів та затвердження територій територіальних громад Київської області», увійшло до складу Іванківської селищної територіальної громади.
19 липня 2020 року, в результаті адміністративно-територіальної реформи та ліквідації Іванківського району, село увійшло до складу новоутвореного Вишгородського району.

### Російське вторгнення в Україну (2022)
З кінця лютого до 1 квітня 2022 року село було окуповане російськими військами.

## Відомі особистості
- Бойченко Любов Назарівна (28.07.1922 — 06.10.2008) — Герой Соціалістичної Праці (1966), ланкова колгоспу ім. Комінтерну, нагороджена орденами «Знак Пошани» (1956), Жовтневої Революції (1971).
- Дударенко Зінаїда Аристархівна (28.03.1933) — заслужений працівник сільського господарства України, нагороджена орденом Трудового Червоного Прапору (1964).
- Малашенко Анатолій Миколайович (11.01.1943) — кандидат економічних наук, професор, член — кореспондент Міжнародної кадрової академії, відмінник освіти України, ректор Київської академії міжнародної економіки і міжнародних відносин (КАМЕМВ) (з 1992р). Автор понад 350 наукових праць, має державні нагороди, відзначений знаком Асоціації недержавних вузів «За розбудову освіти».

## Інфраструктура
Зараз у селі налічується 421 господарство, бібліотека, загальноосвітня школа І — ІІІ ступенів, сільський будинок культури, фельдшерсько — акушерський пункт.